# Fernando Andrade
Fernando Andrade (São Caetano do Sul, 8 januari 1993) is een Braziliaans voetballer.

## Carrière
Fernando begon zijn carrière in 2012 bij AD São Caetano. Hij tekende in 2015 bij Clube Oriental de Lisboa in der Segunda Liga. Hierna kwam hij uit voor FC Penafiel en CD Santa Clara. In 201 eindigde de club tweede in de Segunda Liga en promoveerde de club naar de Primeira Liga. Hij tekende in 2019 bij FC Porto. Met deze club werd hij in 2022 kampioen van de Primeira Liga.